# Fischingen, Schweiz
Fischingen är en ort och kommun i distriktet Münchwilen i kantonen Thurgau, Schweiz. Kommunen har 2 977 invånare (2023).
Kommunen består av orterna Dussnang, Fischingen och Oberwangen  samt byarna Au, Dingetswil, Schurten, Bernhardsriet och Vogelsang.